# 프란 레브스티크

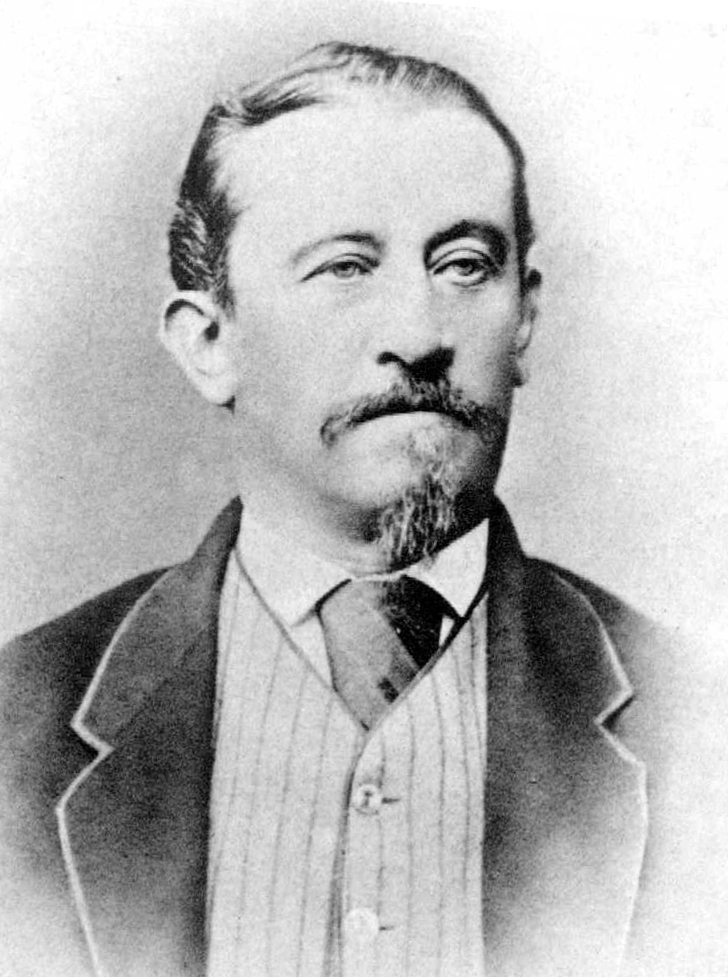
프란 레브스티크

프란 레브스티크(슬로베니아어: Fran Levstik, 1831년 9월 28일 ~ 1887년 11월 16일)는 슬로베니아의 시인이자 작가이자 언어학자였다. 프란 레브스티크는 벨리케라슈체에서 태어났고, 류블랴나에서 죽었다.

## 같이 보기
- 슬로베니아의 시인 목록
- 슬로베니아의 작가 목록
- 슬로베니아 문학